# Milan Damjanović
Milan Damjanović (Tenin, 15 ottobre 1943 – Belgrado, 23 marzo 2006) è stato un calciatore jugoslavo, di ruolo difensore.